# Округ Освиго (Њујорк)
Округ Освиго (енгл. Oswego County) је округ у америчкој савезној држави Њујорк. По попису из 2010. године број становника је 122.109.

## Демографија
Према попису становништва из 2010. у округу је живело 122.109 становника, што је 268 (0,2%) становника мање него 2000. године.
| Група             | 2000.           | 2010.           |
| Белци             | 118.110 (96,5%) | 116.091 (95,1%) |
| Афроамериканци    | 717 (0,6%)      | 972 (0,8%)      |
| Азијати           | 508 (0,4%)      | 723 (0,6%)      |
| Хиспаноамериканци | 1.592 (1,3%)    | 2.552 (2,1%)    |
| Укупно            | 122.377         | 122.109         |